# Теория уклоняющейся аудитории
Теория «уклоняющейся» аудитории — теория взаимодействия общества и информации, разработанная Реймондом Бауэром (Высшая школа делового администрирования, Гарвард) в 1967 году в своём эссе «The Obstinate Audience: The Influence Process From The Point Of View Of Social Communication». Теоретическое исследование Бауэра направлено на изучение того, как меняется восприятие аудиторией информации, как формируется представление аудитории об источниках информации и как формируются поведенческие привычки аудитории.

## История изучения
Понятие «уклоняющейся» (или «упрямой») аудитории Бауэр выводит из исследований Леона Фестингера о сопротивлении навязыванию. По теории Фестингера, аудитория в какой-то момент перестаёт быть безмолвным потребителем информации и начинает ее фильтровать и сопротивляться её навязыванию. Особенно сильно этот феномен заметен в политике, в сфере которой и был открыт. С точки зрения политики, электорат перестает поддаваться уверениям политических деятелей и его становится невозможно переубедить. Феномен «сопротивляющейся публики» в политике и теория «сопротивления управляющей коммуникации» говорят о том, что борьба на фронте выборов должна вестись за ещё не определившегося избирателя, а не за то, чтобы переманить на свою сторону чужую аудиторию.
Теория «упрямой» аудитории подразумевает транзакционную коммуникацию между медиа и потребителем: аудитория активно выбирает, на какой контент обращать внимание, а какой игнорировать, а также сама влияет на форму упаковки и содержание генерируемого контента.

#### Исследование Бауэра
В своём исследовании Бауэр поставил перед собой задачу изучить две социальные модели. Суть первой модели – одностороннего влияния – заключается в том, что источник информации может делать с аудиторией все, что хочет, и эксплуатировать ее и ее ресурсы по своему желанию. Вторая теория – теория транзакционной коммуникации Уолтера Филипса Дэвисона (1959), суть которой заключается в том, что в коммуникации обе стороны заинтересованы в получении равной пользы от взаимодействия. По теории Дэвисона:
Аудитория – не пассивный реципиент, не кусок глины, из которого пропагандист может слепить то, что ему угодно. Она состоит из массы индивидов, которая рассчитывает на получение пользы равной той, какую получит манипулятор, и которая может выбирать источники этой пользы.
При этом исследование Бауэра опирается на то, что Дэвисон строил свои суждения на основе очевидных выводов. Бауэр же пытается проанализировать несколько различных суждений и социальных явлений и свести их к единой теории.
Так, изучая пропаганду в Советском Союзе, Бауэр приводил результаты опроса советских граждан. Бауэра интересовал ответ на вопрос «Откуда вы черпаете информацию?», а в качестве источников Бауэр предлагал партийные собрания, газеты, радио и «сарафанное радио». В результате были получены следующие цифры: партийные собрания отметили как источник только 19% респондентов, газеты являлись авторитетом для 87% опрошенных, а радио обычное и «сарафанное» стали источником информации для 50% опрошенных соответственно. При этом советские граждане, с которыми для своего исследования общался Бауэр, жаловались ему на навязанность партийных собраний и на необходимость принимать в них участие, не считая их при этом авторитетным источником. Проанализировав результаты опроса, Бауэр понял, что опрошенные им советские люди называли источники, из которых узнали полезную для них информацию, а не информацию, которую хотела навязать партия.
Ещё одним открытием для Бауэра стало то, что многие граждане используют «сарафанное радио» для лучшего понимания официальных партийных источников информации и для обсуждения профессиональной и жизненной стратегии. В результате он проводил исследование на двух уровнях: с точки зрения партии и с точки зрения гражданина. Выяснилось, что для партии «сарафанное радио» может стать губительным, когда как для аудитории и его нужд оно становится полезным паттерном поведения. В Советском Союзе начала 60-х люди все больше отходили от одностороннего влияния медиа и приходили к взаимовыгодной коммуникации.
Далее Бауэр приступил к изучению мотивации аудитории, с которой она воспринимает новую информацию. Выяснилось, что значительную роль для индивида играет то, как информация воспринимается другими: индивид с меньшей вероятностью запомнит информацию, которая будет противоречить взглядам аудитории и не понравится ей, чем информацию, к которой аудитория будет лояльна. Это также говорит о положительных изменениях в восприятии аудиторией навязанной информации. Также был сделан интересный вывод: представители мужского пола с низким уровнем общей уверенности в себе, как правило, сильнее поддаются убеждению; женщины же в целом сильнее поддаются убеждению, и с уверенностью в себе или самооценкой это не связано.

## Связанные исследования

#### Исследования пропаганды
Бауэр приводит в пример исследования пропаганды 1920-х годов. По Бауэру, исследователи механизмов пропаганды в своей работе опираются на следующие тезисы и ищут ответы на следующие вопросы:
- структура медиа (кто владеет и управляет медиа, и как на нее влияют факторы со стороны);
- контент-анализ (что озвучивается и печатается);
- техника пропаганды (какими средствами оказывается влияние)

Бауэр опровергает устаревшие исторически теории «волшебной пули» и исследования пропаганды: он говорит, что эффекты пропаганды в то время не изучались, а принимались как должное.

#### Теория активной аудитории
Феномен «уклоняющейся» аудитории напрямую связан с теорией активной аудитории, которую разработал Уилбор Шрамм в 1959 году. По теории Шрамма, медиа зависят от аудитории функционально: без ответа со стороны аудитории о качестве потребляемого контента и без внимания потребителя к медиа они не могут выполнять свою работу. Важность аудитории в жизни медиа также состоит в том, что потребители контента делятся друг с другом информацией и увеличивают количественный показатель аудитории медиа с помощью сарафанного радио. Сегодня с ростом социальных сетей и SMM это особенно заметно.

## Противоположная позиция
Противоположная позиция предполагает одностороннее влияние в процессе коммуникации. Согласно ей, аудитория не может выбирать источник информации и вынуждена ее потреблять, а соответственно, и быть подверженной одному влиянию правящей политической партии. К таким теориям относятся:
- Теория волшебной пули (теория иглы для инъекций) Гарольда Дуайта Лассуэлла[7]. По этой теории, информация беспрепятственно проникает в мозг индивида и формирует его сознание. Пример: трансляция в эфире радио книги Герберта Уэллса «Война миров», которая напугала людей настоящим вторжением инопланетян.
- Технологические теории пропаганды.
- Теория формирования общественного мнения Уолтера Липпмана[8]. По теории Липпмана, общество не способно управлять само собой, поэтому его нужно обучать. При этом есть риск того, что в результате обучения аудитория начнет противиться насаждаемой политике.

Большинство из этих теорий основываются на политической и исторической ситуации в мире в годы Первой мировой и Второй мировой войны. На примере нацистской Германии периода диктатуры Гитлера понятно, что общество не имело выбора, кого слушать и за кем следовать, поэтому подавляющее большинство принимало насаждаемую политику. Схожая ситуация была характерна и для Советского Союза.

## Список литературы
1. Bauer R. The Obstinate Audience // E. Mollander (ed.). Current Perspectives in Social Psychology. L.: 1967.
2. Festinger L., Maccoby N. On Resistance to Persuasive Communication/Journal Abnormal and Social Psychology, 1964. Vol. 68. N 4.
3. Уринов С.И. Социальные сети как современные средства массовой коммуникации и информационно-коммуникационные технологии // Контекст и рефлексия: философия о мире и человеке. – 2014. – № 5. – С. 32-45.
4. Davison W. P. On the effects of communication Public Opinion Quart.,1959, 23, 343-360.4
5. Inkeles, A., & Bauer R. A. The Soviet citizen. Cam-bridge: Harvard Univer. Press, 1959.
6. Schramm W. Roberts D. The Process and Effects of Mass Communication. – University of Illinois Press, 1954.
7. Lasswell, H. Propaganda Technique in the World War (1927).
8. Lippmann, W. Public Opinion. — New York : Harcourt, Brace and Company, 1922.